# Нудистський пляж

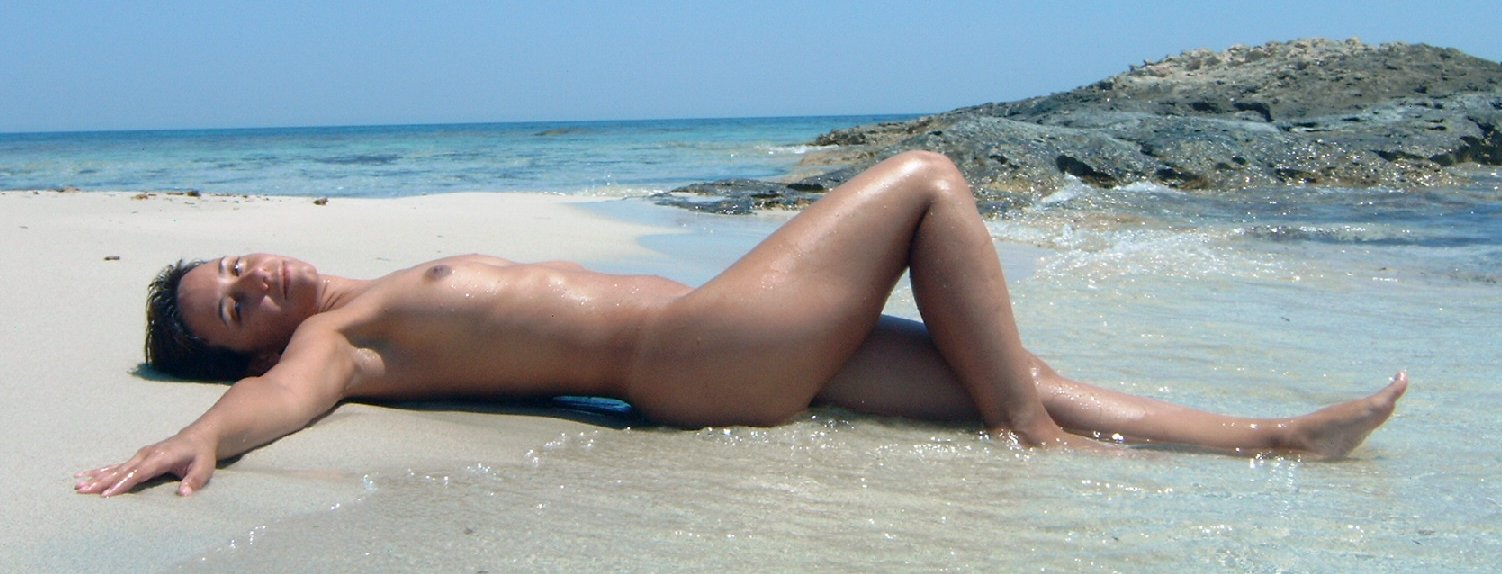
Відпочиваюча на нудистському пляжі Formentera в Іспанії.

Натуристський або нудистський пляж — це пляж, на якому люди, зазвичай, відпочивають без одягу.
Не слід плутати нудистські пляжі з топлес-пляжами, на яких верхня частина одягу є необов'язковою для жінок і чоловіків, але купальний костюм, що прикриває статеві органи, є обов'язковим для всіх.

## Причини відвідування
Люди відвідують нудистські пляжі з багатьох причин. Одні не бачать сенсу у використанні одягу під час засмагання та купання, іншим подобається відчуття свободи або просто перебування на природі без одягу (див. натуризм та нудизм), хтось прагне отримати рівномірну засмагу, дехто відвідує такі пляжі з цікавості або тому, що полюбляє дивитись на оголених людей.

## Історія
До середини XIX століття купання без одягу не було незвичним явищем. На початку XX століття нудистські клуби та комуни виникали у Німеччині та Франції, а потім і в багатьох інших країнах. Не залишились осторонь цих тенденцій і українські землі: поява нудистського пляжу в Коктебелі пов'язана з ім'ям Максиміліана Волошина, а Заліщики були одним з головних центрів натуризму в Польщі. Популярними нудистські пляжі стали в 1950-х роках на французькому узбережжі, і з того часу розповсюдилися по світу. З'явилися навіть цілі великі нудистські райони, такі як Лекат.

## Типи нудистських пляжів
Далеко не всі нудистські пляжі мають відповідний офіційний статус. Більшість нудистських пляжів були такими протягом багатьох років і таким чином стали «традиційно нудистськими». Багато з них є «дикими», тобто такими, які взагалі не мають офіційного статусу пляжу або зони відпочинку, та не обслуговуються місцевими службами благоустрою. В такому випадку порядок та благоустрій пляжу підтримуються його відвідувачами.
Можна виділити такі типи нудистських пляжів:
- пляжі, на яких одяг є забороненим незалежно від погоди та інших обставин (такі пляжі є частинами спеціальних нудистських зон відпочинку).
- пляжі, на яких відсутність одягу є загальноприйнятою, але не обов'язковою. Зазвичай абсолютна більшість або навіть всі відвідувачі таких пляжів перебувають на ньому без одягу.
- пляжі, на яких елементи одягу є необов'язковими («clothing-optional beaches»). На таких пляжах можуть відпочивати поруч нудисти та люди в купальних костюмах різного ступеня відкритості (в тому числі топлес). Більшість пляжів в Данії та Норвегії належать до цього типу.

Часто нудистські пляжі відокремлені та віддалені від ненудистських, але іноді межа між ними буває умовною.

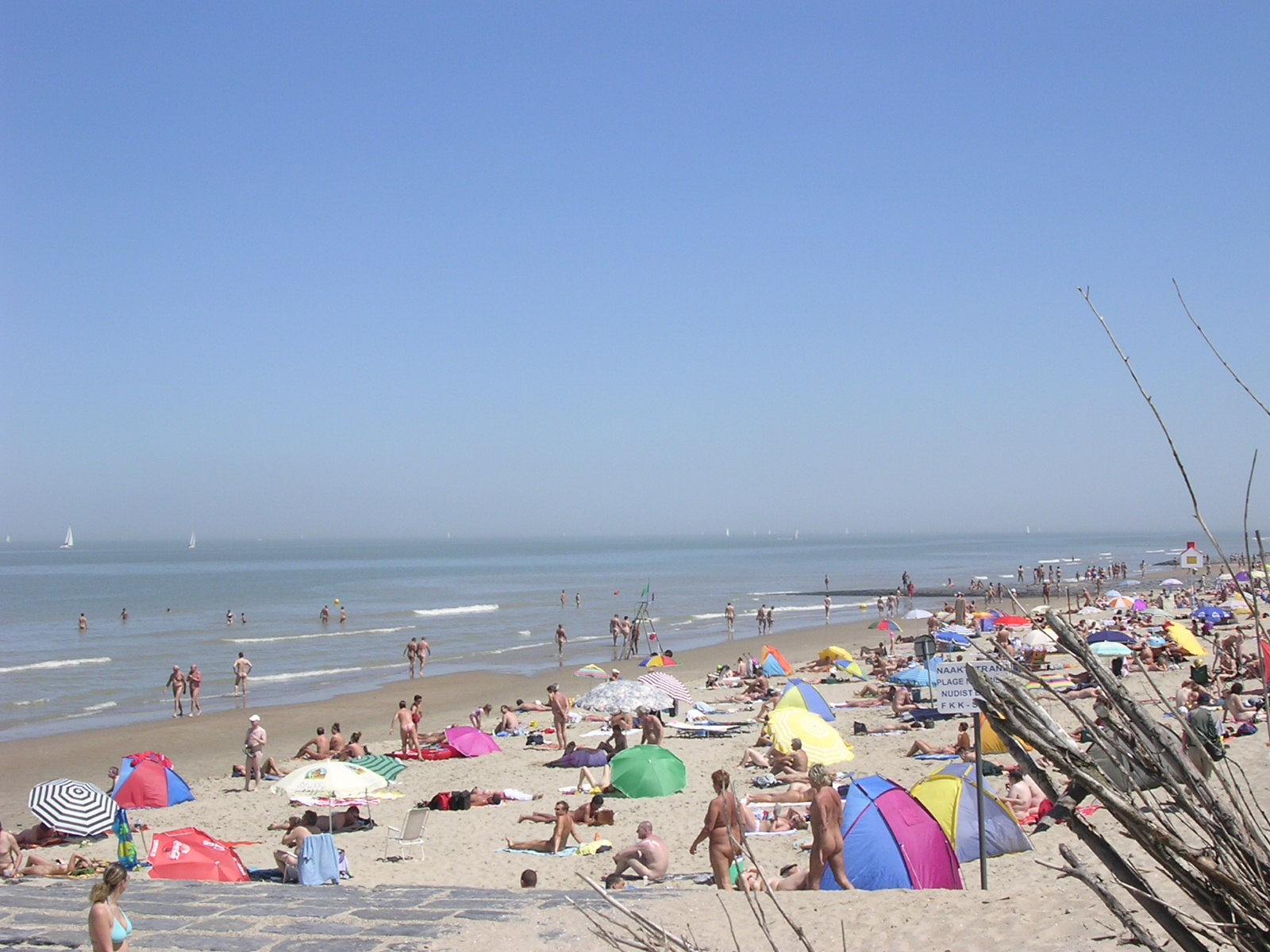
Офіційний нудистський пляж в Бельгії.

## Етикет
Міжнародна Федерація Натуристів розробила кодекс поведінки або етикету для відвідувачів нудистських пляжів. Він передбачає уникання будь-яких форм сексуальної активності, таких як статевий акт, мастурбація, сексуальні домагання. Не допускається несанкціоноване фотографування. В цілому, стандарти вимагають дотримання недоторканності приватного життя інших відвідувачів. Попри розповсюджені стереотипи, нудистські пляжі є цілком пристойними місцинами й мало чим (крім одягу відвідувачів) відрізняються від традиційних пляжів. Значний відсоток відвідувачів становлять сім'ї.

## Нудистські пляжі в Україні
- Дніпропетровська область

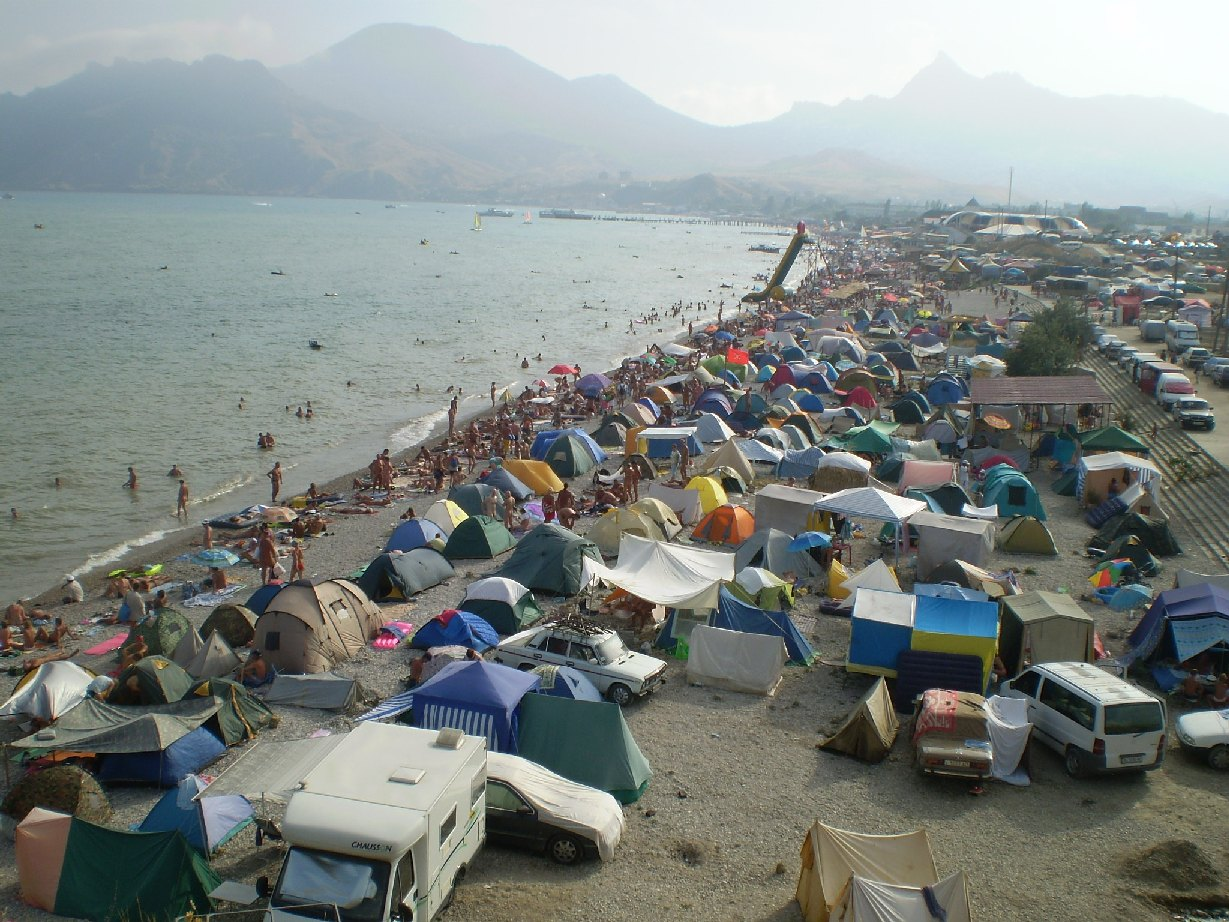
Пляж у Коктебелі.

  - Пляж в м. Дніпро на Монастирському острові (48°27′13″ пн. ш. 35°5′10″ сх. д. / 48.45361° пн. ш. 35.08611° сх. д.)

- Донецька область
  - Пляж на Білосарайській косі (46°52′3″ пн. ш. 37°17′28″ сх. д. / 46.86750° пн. ш. 37.29111° сх. д.)
  - Пляж в Маріуполі на острові Ляпіна (47°4′40″ пн. ш. 37°40′45″ сх. д. / 47.07778° пн. ш. 37.67917° сх. д.)
  - Пляж біля с. Мелекіне (46°58′5″ пн. ш. 37°24′59″ сх. д. / 46.96806° пн. ш. 37.41639° сх. д.)
  - Пляж біля с. Рибацьке (47°0′42″ пн. ш. 37°27′39″ сх. д. / 47.01167° пн. ш. 37.46083° сх. д.)

- Запорізька область
  - Пляж в м. Бердянськ (46°42′54″ пн. ш. 36°50′19″ сх. д. / 46.71500° пн. ш. 36.83861° сх. д.)
  - Пляж в м. Запоріжжя в балці Наумова (47°50′49″ пн. ш. 35°3′5″ сх. д. / 47.84694° пн. ш. 35.05139° сх. д.)

- Київ
  - Венеція — маленький пляж, використовується як нудистський переважно по буднях у першій половині дня. Розташований на південно-східному березі Долобецького острову (50°27′4″ пн. ш. 30°34′50″ сх. д. / 50.45111° пн. ш. 30.58056° сх. д.).
  - Довбичка — найбільший з нудистських пляжів Києва. Одяг тут необов'язковий, нудисти становлять меншість відвідувачів. Розташований на південно-східному узбережжі Труханова острова (50°26′55″ пн. ш. 30°34′4″ сх. д. / 50.44861° пн. ш. 30.56778° сх. д.).
  - Оболонь — пляж, на якому відпочивають без одягу. Розташований на східному березі затоки Собаче Гирло (50°31′41″ пн. ш. 30°31′49″ сх. д. / 50.52806° пн. ш. 30.53028° сх. д.).

Іноді нудистів можна зустріти на Міністерському озері. На початку 1990-х років нудисти відвідували Молодіжний пляж, але з часом вони перебралися через протоку на Довбичку.
- Крим
  - Євпаторія (45°11′34″ пн. ш. 33°24′57″ сх. д. / 45.19278° пн. ш. 33.41583° сх. д.)
  - Коктебель
  - Лисяча бухта
  - Орджонікідзе (44°58′03″ пн. ш. 35°20′10″ сх. д. / 44.96750° пн. ш. 35.33611° сх. д.)
  - Республіка Казантип
  - Севастополь — пляж біля селища Любимівка (44°40′57″ пн. ш. 33°32′51″ сх. д. / 44.68250° пн. ш. 33.54750° сх. д.)
  - Тарханкут (мис)

- Миколаївська область
  - Кінбурнська коса

- Одеська область

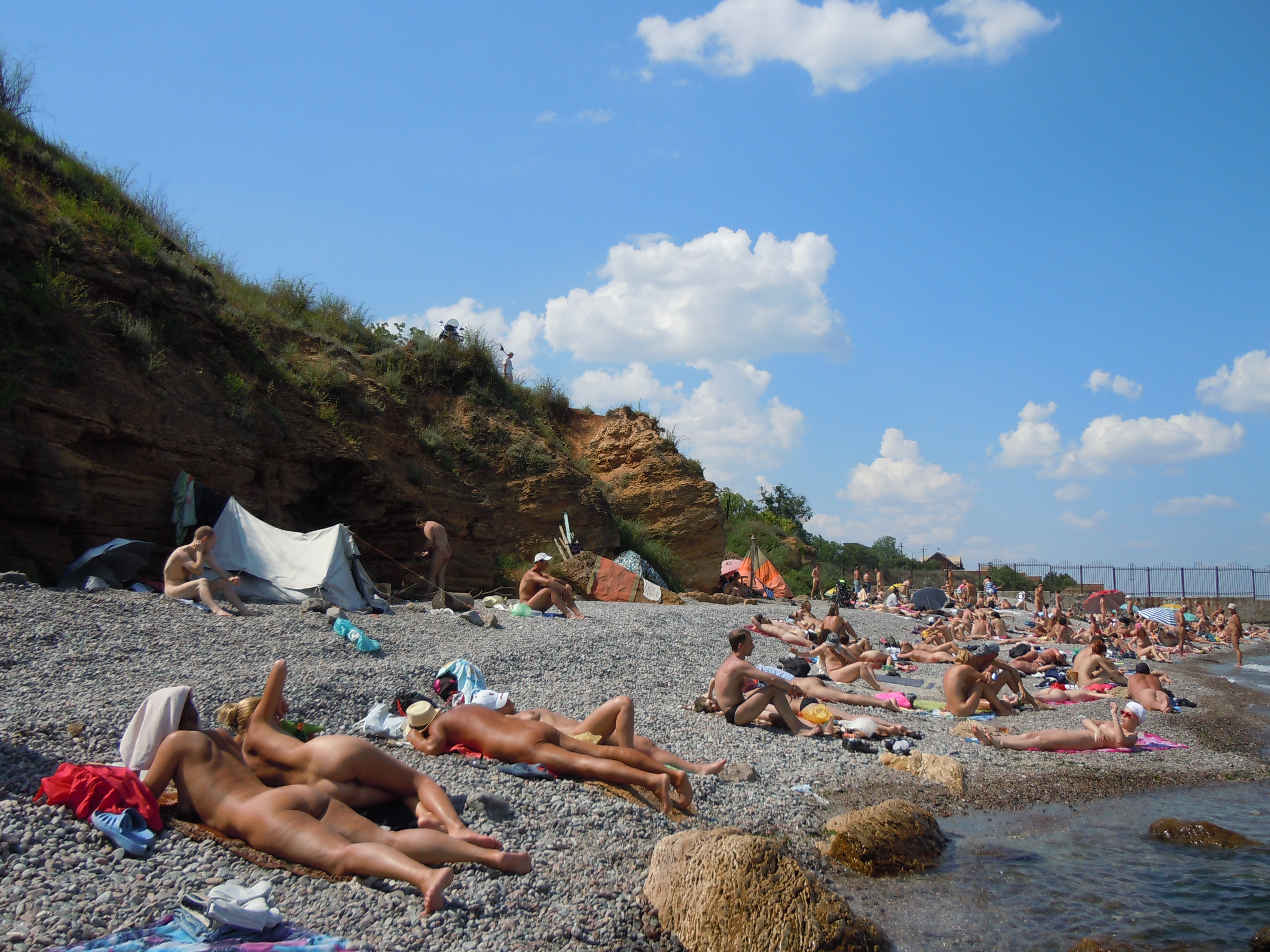
Чкаловський пляж

- - Чкаловський пляж в Одесі (46°26′41″ пн. ш. 30°46′19″ сх. д. / 46.44472° пн. ш. 30.77194° сх. д.)
  - Пляж біля м. Южне (46°36′59″ пн. ш. 31°7′30″ сх. д. / 46.61639° пн. ш. 31.12500° сх. д.)

- Харків
  - Пляж на Безлюдівці (49°52′58″ пн. ш. 36°15′16″ сх. д. / 49.88278° пн. ш. 36.25444° сх. д.)
- Херсонська область
  - Пляж біля с. Лазурне (46°3′57″ пн. ш. 32°33′18″ сх. д. / 46.06583° пн. ш. 32.55500° сх. д.)